# Extrem normal
Ex-trem normal, gelegentlich auch Extrem normal, ist ein Musikband-Projekt des Singer-Songwriters Daniel Rohrer, der auch unter dem Namen Dänu Ex-Trem als Solokünstler auftritt. Die Band spielte zunächst schweizerischen Mundart-Rock. Später wandelte Daniel Rohrer das Projekt in Dänemark zur Jazzband um. Das letzte Album erschien 2022, zudem wurden Konzerte gegeben.

## Bandgeschichte
Das Trio Extrem Normal gründete sich 1982 als Trio. Zunächst erschien Anfang 1983 das Demo Ex-trem Normal. Anschliessend wurde das Projekt zunächst als Duo fortgesetzt. Beim Zytglogge Verlag erschien im gleichen Jahr das Debütalbum Welcome in Schwitzerländ, zugleich der bekannteste Song des Projektes.
Nach einigen Auftritten im Vorprogramm von Nina Hagen wurde die EP Po..po..po als limitierte Auflage in den USA gespielt.
Bei Schnoutz Records (Eric Merz) veröffentlichte  Extrem Normal die z. T. englisch gesungene LP Changes und spielte Festivals in Deutschland, Frankreich, Italien und Dänemark.
Daniel Rohrer verlegte 1987 seinen Wohnsitz nach Århus in Dänemark, wo er Extrem Normal als Jazzband neu gründete. Mit Per Leth Nissen produzierte er 1988 die EP Bern - Århusfür FunKey und unternahm eine Tour durch die Sowjetunion; in Leningrad spielt Dänu sein 1000stes Konzert. 1990 lud Radio Suisse Romande die dänische Gruppe für ein Radiokonzert nach Genf ein, der Mitschnitt wurde als Extrem Normal – live in Genève ebenfalls bei FunKey veröffentlicht.
Seit 1990 spielt die Band nur noch sporadisch live. Daniel Rohrer veröffentlicht weiter als «Dänu Extrem» Musik und betreibt in Basel das Tonstudio Dexmusic.
Dänu Extrem kehrte 1992 in die Schweiz zurück und produzierte verschiedene Bands. Unter Anderen Mona Matisse aus Rom, Straw Dogs, TuTuThree, Trio de Charme, SULP und viele mehr.
1995 Veröffentlichte er die CD "All-Bumm" bei Zytglogge.
Neben seinem Schaffen im Studio, arbeitet er als Freelancer Tonmeister für Events, Kongresse und Musikfestivals.
2006 wirkte er als Recordist und Schauspieler im Spielfilm "Tha Last Blast" mit, der in Bern (CH) und Tucson (AZ) gedreht wurde.
2007 tourte er als Bassist mit Eliane Amherd und dem Projekt "Swiss Miss" durch den Südwesten der USA und in NY, wo er auch die CD "Swiss Miss" aufnahm.
Seit 2017 tritt er wieder vermehrt auf – als Singer-Songwriter alleine oder mit ad hoc Formationen. Die Besetzung war: Dänu Extrem: Gesang, Gitarre, Thomas Kradolfer: Bass, Michel Scheidegger: Drums, Michi Schlatter: Piano, Christian Pulver: Flöte, Sax.
Unter dem Bandnamen "Dänu Extrem and The Chemtrails" spielten sie seit 2021 einige Konzerte, u. a. im Atlantis Basel, Uhuru Festival Weissenstein, Hafenfest Basel.

## Diskografie

### Alben
- 1983: Welcome in Schwitzerländ (Zytglogge)
- 1986: Changes (Schnoutz Records)
- 1989: Extrem normal – Live in Genéve (COD Records)

### Singles und EPs
- 1983: Warum? / Welcome in Schwitzerländ (Single, Zytglogge)
- 1984: ...Po...Po...Pop / Je Ne Regrette Rien (12’’, Subito Records)
- 1986: Changes (LP, Schnoutz Records)
- 1988: Bern - Århus (12’’, Fun Key)
- 1989: Je Ne Regrette Rien / Modi (Single, Fun Key)
- 1990: Extrem Normal (Live in Studio 11 Geneve) (CD, Fun Key)
- 1992: Dialog im Strandbad (Single, Zytglogge)
- 1992: Matter Rock (Double CD, Zytglogge)
- 1993: Crème de la crème d'Extrem (Best Of 1983-1993 CD, Zytglogge)
- 1995: All-Bumm (CD Zytglogge)
- 2017: Aextra Nomal (CD deXrecords Int.)[5]
- 2020: Eifach so (EP deXrecords Int.)
- 2022: JAM-live (CD deXrecords Int.)

### Sonstiges
- 1983: Ex-trem Normal (MC)